# TJ Sokol Přerov nad Labem
TJ Sokol Přerov nad Labem je sportovní klub, který vyvíjí činnost ve středočeském Přerově nad Labem. Centrem sportovního dění v obci je fotbalové hřiště u Babinecké tůně, které bylo vybudováno v 80. letech 20. století.
Přerovská tělovýchovná jednota byla založena v roce 1918, fotbalový oddíl v roce 1923. Dnes jsou aktivní oddíly fotbalu a volejbalu. V minulosti zde byly také oddíly základní tělesné výchovy a ledního hokeje. 